# Tatjana Maul
Tatjana Maul (Den Haag, 17 augustus 1988) is een Nederlands model, blogger en televisiepresentatrice. In 2013 werd ze verkozen tot Miss Nederland.

## Biografie en carrière
Maul is een dochter van een Macedonische moeder en een Pools-Nederlandse vader. Zij heeft met succes de opleiding European Studies in de richting International Business Management afgerond aan De Haagse Hogeschool en daarna volgde ze een opleiding natuurgeneeskunde. Daarnaast reisde zij de wereld over als internationaal model. In 2013 werd ze verkozen tot Miss Nederland. Zij heeft dit tot eind 2015 mogen doen. Daarmee is ze de langstzittende Miss Nederland tot dusver. In 2014 vertegenwoordigde ze Nederland bij de Miss World-verkiezing in Londen, waar ze de kwartfinale bereikte. 
In november 2015 werd ze persvoorlichter voor de Nederlandse politieke partij DENK. Ook ging ze zich bezighouden met inhoudelijke dossiers.
Op 8 oktober 2017 maakte Maul haar debuut als presentatrice. Bij RTL 4 presenteert ze de programma's Welkom In en Van Passie naar Droombaan.